# Albert Poaty-Bouanga
Albert Poaty-Bouanga – kongijski piłkarz grający na pozycji napastnika. W swojej karierze grał w reprezentacji Konga.

## Kariera klubowa
W swojej karierze piłkarskiej Poaty-Bouanga grał w klubach CARA Brazzaville i francuskim USM Senlis.

## Kariera reprezentacyjna
W 1978 roku Poaty-Bouanga został powołany do reprezentacji Konga na Puchar Narodów Afryki 1978. W nim rozegrał jeden mecz grupowy, z Tunezją (0:0).